# ネーション・エドゥテインメント
ネーション・エドゥテインメント(เนชั่น เอ็ดดูเทนเมนท์）はタイの出版社。1992年設立。ネーション・マルチメディア・グループ傘下。英語名は、Nation Edutainment。NEDと英字で略され、ロゴに用いられている。主に集英社から刊行された日本の漫画コミックスをタイ語に翻訳し、出版している。週刊日本漫画雑誌『BOOM』も出版。

## 関連企業
- 集英社